# Atletismo nos Jogos Pan-Americanos de 2015 - 200 m feminino
A competição dos 200 m rasos feminino foi um dos eventos do atletismo nos Jogos Pan-Americanos de 2015, em Toronto. Foi disputada no Estádio CIBC de Atletismo Pan e Parapan-Americano entre os dias 23 e 24 de julho.

## Calendário
Horário local (UTC-4).
| Data        | Horário | Fase          |
| ----------- | ------- | ------------- |
| 23 de julho | 10:25   | Eliminatórias |
| 23 de julho | 18:00   | Semifinal     |
| 24 de julho | 17:40   | Final         |

## Medalhistas
| Ouro   | USA Kaylin Whitney |
| Prata  | USA Kyra Jefferson |
| Bronze | JAM Simone Facey   |

## Recordes
Recordes mundial e pan-americano antes da disputa dos Jogos Pan-Americanos de 2015.
| Tipo                             | Atleta                   | Tempo | Local    | Data                   |
| -------------------------------- | ------------------------ | ----- | -------- | ---------------------- |
|                                  | Florence Griffith-Joyner | 21.34 | Seul     | 29 de setembro de 1988 |
| Recorde dos Jogos Pan-Americanos | Evelyn Ashford           | 22.45 | San Juan | 9 de julho de 1979     |

## Resultados

### Eliminatórias
| Colocação | Bateria | Atleta                | Nacionalidade                | Tempo | Vento | Notas                |
| --------- | ------- | --------------------- | ---------------------------- | ----- | ----- | -------------------- |
| 1         | 2       | Kamaria Durant        | TTO Trinidad e Tobago        | 22.74 | +1.2  | Q,                   |
| 2         | 2       | Ángela Tenorio        | ECU Equador                  | 22.86 | +1.2  | Q                    |
| 3         | 2       | Kaylin Whitney        | USA Estados Unidos           | 22.88 | +1.2  | Q                    |
| 4         | 3       | Simone Facey          | JAM Jamaica                  | 22.95 | +1.9  | Q                    |
| 4         | 2       | Isidora Jiménez       | CHI Chile                    | 22.95 | +1.2  | Q,                   |
| 6         | 1       | Kerron Stewart        | JAM Jamaica                  | 22.97 | +1.7  | Q                    |
| 7         | 2       | Nercely Soto          | VEN Venezuela                | 22.99 | +1.2  | q,                   |
| 8         | 1       | Kyra Jefferson        | USA Estados Unidos           | 23.00 | +1.7  | Q                    |
| 9         | 2       | Sheniqua Ferguson     | BAH Bahamas                  | 23.03 | +1.2  | q,                   |
| 10        | 3       | Anthonique Strachan   | BAH Bahamas                  | 23.10 | +1.9  | Q                    |
| 11        | 1       | Reyare Thomas         | TTO Trinidad e Tobago        | 23.30 | +1.7  | Q                    |
| 11        | 3       | Kimberly Hyacinthe    | CAN Canadá                   | 23.30 | +1.9  | Q                    |
| 13        | 3       | Arialis Gandulla      | CUB Cuba                     | 23.31 | +1.9  | Q,                   |
| 14        | 1       | Vitoria Cristina Rosa | BRA Brasil                   | 23.36 | +1.7  | Q                    |
| 15        | 2       | Kanika Beckles        | GRN Granada                  | 23.38 | +1.2  | q,                   |
| 16        | 1       | Raquel Tjernagel      | CAN Canadá                   | 23.63 | +1.7  | q                    |
| 17        | 1       | Nediam Vargas         | VEN Venezuela                | 23.65 | +1.7  |                      |
| 18        | 3       | Sharolyn Josephs      | CRC Costa Rica               | 23.70 | +1.9  | Recorde nacional     |
| 19        | 1       | Narcisa Landazuri     | ECU Equador                  | 23.74 | +1.7  |                      |
| 20        | 3       | Allison Peter         | ISV Ilhas Virgens Americanas | 23.89 | +1.9  | Recorde da temporada |
| 21        | 3       | Sunayna Wahi          | SUR Suriname                 | 23.92 | +1.9  | Recorde pessoal      |
| 22        | 3       | Karene King           | IVB Ilhas Virgens Britânicas | 24.16 | +1.9  |                      |
| 23        | 2       | Ana Cláudia Lemos     | BRA Brasil                   | 37.60 | +1.2  |                      |

### Semifinal
| Colocação | Bateria | Atleta                | Nacionalidade         | Tempo | Vento | Notas           |
| --------- | ------- | --------------------- | --------------------- | ----- | ----- | --------------- |
| 1         | 2       | Ángela Tenorio        | ECU Equador           | 22.59 | +2.6  | Q               |
| 2         | 2       | Simone Facey          | JAM Jamaica           | 22.64 | +2.6  | Q               |
| 3         | 2       | Kyra Jefferson        | USA Estados Unidos    | 22.65 | +2.6  | Q               |
| 4         | 1       | Kaylin Whitney        | USA Estados Unidos    | 22.68 | +1.6  | Q               |
| 5         | 1       | Kerron Stewart        | JAM Jamaica           | 22.72 | +1.6  | Q,              |
| 6         | 1       | Anthonique Strachan   | BAH Bahamas           | 22.79 | +1.6  | Q               |
| 7         | 2       | Kimberly Hyacinthe    | CAN Canadá            | 22.81 | +2.6  | q               |
| 8         | 2       | Reyare Thomas         | TTO Trinidad e Tobago | 22.88 | +2.6  | q               |
| 9         | 1       | Kamaria Durant        | TTO Trinidad e Tobago | 22.94 | +1.6  |                 |
| 10        | 1       | Isidora Jiménez       | CHI Chile             | 22.96 | +1.6  |                 |
| 11        | 2       | Sheniqua Ferguson     | BAH Bahamas           | 23.03 | +2.6  |                 |
| 12        | 2       | Nercely Soto          | VEN Venezuela         | 23.06 | +2.6  |                 |
| 13        | 1       | Arialis Gandulla      | CUB Cuba              | 23.08 | +1.6  | Recorde pessoal |
| 14        | 2       | Vitoria Cristina Rosa | BRA Brasil            | 23.14 | +2.6  |                 |
| 15        | 1       | Raquel Tjernagel      | CAN Canadá            | 24.07 | +1.6  |                 |
| 16        | 1       | Kanika Beckles        | GRN Granada           | 28.14 | +1.6  |                 |

### Final
Vento: +1.1 m/s
| Colocação         | Faixa | Atleta              | Nacionalidade         | Tempo | Notas |
| ----------------- | ----- | ------------------- | --------------------- | ----- | ----- |
| Medalha de ouro   | 5     | Kaylin Whitney      | USA Estados Unidos    | 22.65 |       |
| Medalha de prata  | 7     | Kyra Jefferson      | USA Estados Unidos    | 22.72 |       |
| Medalha de bronze | 4     | Simone Facey        | JAM Jamaica           | 22.74 |       |
| 4                 | 3     | Ángela Tenorio      | ECU Equador           | 22.88 |       |
| 5                 | 6     | Kerron Stewart      | JAM Jamaica           | 23.07 |       |
| 6                 | 1     | Kimberly Hyacinthe  | CAN Canadá            | 23.28 |       |
| 7                 | 2     | Reyare Thomas       | TTO Trinidad e Tobago | 23.32 |       |
| 8                 | 8     | Anthonique Strachan | BAH Bahamas           | DNF   |       |

Legenda
| Recorde mundial                  | Recorde mundial (World record)               |                       | Recorde africano                      | Recorde africano (African) |                                           | Q | Classificado por posição (Qualified) |
| Recorde dos Jogos Pan-Americanos | Recorde pan-americano (Pan-American record)  | Recorde da América    | Recorde da América (Americas)         | q                          | Classificado por melhor tempo (Qualified) |   |                                      |
| Melhor marca do ano              | Melhor marca do ano (World leading)          | Recorde asiático      | Recorde asiático (Asian)              | DNS                        | Não largou (Did not start)                |   |                                      |
| Recorde nacional                 | Recorde nacional (National record)           | Recorde europeu       | Recorde europeu (European)            | DNF                        | Não terminou (Did not finish)             |   |                                      |
| Recorde pessoal                  | Recorde pessoal do atleta (Personal best)    | Recorde da Oceania    | Recorde da Oceania (Oceania)          | DSQ / DQ                   | Desclassificado (Disqualified)            |   |                                      |
| Recorde da temporada             | Recorde da temporada do atleta (Season best) | Recorde sul-americano | Recorde sul-americano (South America) | NM                         | Sem marca (No mark)                       |   |                                      |